# Urko Rafael Pardo
Urko Rafael Pardo Goas (grec. Ούρκο Ράφαελ Πάρντο Γκοας, ur. 28 stycznia 1983) – hiszpańsko-belgijski piłkarz występujący na pozycji bramkarza w cypryjskim klubie Alki Oroklini. Posiada obywatelstwo cypryjskie.

## Kariera klubowa
Pardo rozpoczął swoją karierę w Anderlechcie, jednakże już po roku opuścił Belgię i przeniósł się do hiszpańskiej FC Barcelony. Nigdy jednak nie zadebiutował w pierwszym zespole i przez cały swój pobyt na Camp Nou występował tylko w zespole rezerw. Sezon 2005/06 spędził na wypożyczeniach w klubach FC Cartagena i CE Sabadell.
Latem 2007 roku Hiszpan opuścił Barçę na rzecz greckiego Iraklisu Saloniki, jednakże już rok później podpisał kontrakt z rumuńskim Rapidem Bukareszt.
W sezonie 2009/10 Pardo powrócił do Grecji. Tym razem został wypożyczony do Olympiakosu. W Olympiakosie grał też w sezonie 2010/11, a latem 2011 przeszedł do cypryjskiego APOEL FC. W 2017 został zawodnikiem Alki Oroklini.